# День визволення Донбасу
День визволення Донбасу — свято, яке відзначають у Донбасі.
Відзначається щорічно 8 вересня. Цього дня в 1943 році під час Німецько-радянської війни був визволений обласний центр — Донецьк.

## Святкування
Святкування відбувається у різних населених пунктах Донбасу. У Донецьку святкування відбувається біля монументів «Визволителям Донбасу» і «Жертвам фашизму». Також у Донецьку покладають квіти до пам'ятників Гурову і Гринкевичу.
Масштабні заходи на День визволення Донбасу проводяться на Савур-могилі.

## Присвячені події
До дня визволення Донбасу присвячують різні події. У 2003 році в Донецьку до дня визволення Донбасу був присвячений регіональний фестиваль «Преса і книга Донеччини-2003». У 2007 році Дмитро Халаджі до річниці визволення Донбасу підняв трубу вагою 1022 кілограми — цей рекорд занесли до Книги рекордів України.